# Jaromír Bělič
Jaromír Bělič (24. března 1914 Násedlovice – 6. prosince 1977 Praha) byl český jazykovědec a literární historik. Zabýval se zejména dialektologií, slovenštinou, slovenskou literaturou a dílem Karla Havlíčka Borovského.

## Dílo
- Karel Havlíček Borovský a Slovanstvo, 1947
- Dolská nářečí na Moravě, 1954
- Slovenština, 1957
- Přehled nářečí českého jazyka, 1968
- Nástin české dialektologie, 1972